# Коста Брава
Коста Брава (кат. и шп. Costa Brava — 'Дивља обала') је обалски регион у североисточној Каталонији, Шпанија, у покрајини Ђирона. Costa на каталанском и шпанском језику значи 'обала', а Brava значи 'сурова' или 'дивља'. Коста Брава се пружа од Бланеса, 60 км североисточно од Барселоне до француске границе и представља једну од најпопуларнијих туристичких дестинација Европе.

## Етимологија
Обалу је назвао „Коста Брава” Фероано Агуло и Видала у чланку објављеном у каталонским новинама La Veu de Catalunya у септембру 1908. Агуло, новинар рођен у Ђирони, осврнуо се на неравни пејзаж медитеранске обале који се протеже од реке Тордера, близу Бланеса, до Бањулса, са именом „Коста Брава”.
Пре него што је „Коста Брава” постала званично име, предлагана су и друга имена, као што су Costa Grega (Грчка обала), Costa del Corall (Корална обала), Costa Serena (Спокојна обала), Costes de Llevant (Обала Леванта) или Marina de l'Empordà.

## Географија
Коста Брава припада покрајини Ђирона која се налази у југоисточној Каталонији, заједно са регијом Коста Маресме. Простире се од Барселоне до границе за Француском у дужини од 160 км. До 50-их година 20. века најважнија привредна грана у региону био је риболов,  а тада га је заменио туризам. Коста Брава и данас представља једну од најпопуларнијих туристичких дестинација Европе.

## Клима
Коста Брава има типичну медитеранску климу, благу и умерену, коју карактеришу топла, сува лета и умерено хладне зиме. Просечна годишња температура креће се од 7 до 28°С, док се највише температуре бележе у јулу и августу.

### Заштита животне средине
Градови на Коста Брави су 1998. потписали повељу (Carta de Tossa) која има за циљ да упоредо с туризмом развија заштиту животне средине. То подразумева заштиту великог броја природних станишта и микроклиматских места. Illes Medes (острво Медес) близу обале код Л'Естарита је први шпански морски природни резерват који обезбеђује дом за разне врсте риба и морску флору. Оближњи резерват дивљих птица у мочварама L'Emporda такође штити станиште од потенцијалних пустошења.

## Туризам
Коста Брава се простире у дужини од 160 км, северно од Барселоне до границе за Француском. Представља једну од најпопуларнијих туристичких дестинација Европе због пријатне климе, дугих пешчаних плажа, медитеранског растиња, познатих летовалишта и рибарских села. Најпознатија летовалишта су: Љорет де Мар, Калеља, Санта Сузана и Малграт де Мар.
Педесетих година 20. века шпанска влада под Франком је закључила да је Коста Брава погодна за развој као дестинација за одмор, поготову за пакет аранжмане за туристе из северне Европе, а нарочито из Уједињеног Краљевства. Спој врло добре климе лети и изванредних плажа искоришћени су за изградњу великог броја хотела и апартмана у приморским местима као што су Бланес, Тоса де Мар, Љорет де Мар и Л'Естартит. Туризам је брзо заменио риболов као најважнија привредна грана у региону.
Док је део обале Коста Браве постао развијена туристичка дестинација, остали делови су задржали традиционалнији изглед и постали су „скривени драгуљ“ за посетиоце који желе нешто више сем сунца, песка и сангрије. Мали градови као Кадакес (близу француске обале, у подножју Пиринеја) привлачили су туристе као што су били Салвадор Дали и Пабло Пикасо а и данас су у моди. На обали између Росеса и Тоса де Мара има много малих обалских градића.
Оно што највише препоручује Коста Браву као туристичку дестинацију свакако је њена грандиозна, дивља и дуга обала са широким, пешчаним плажама. Плажа у летовалишту С’Агаро (шп. S'Agaró) сматра се једном од најлепших плажа у Европи.
Коста Брава има и богато археолошко наслеђе, што представља један од главних туристичких атрибута. Као медитеранска област повољног географског положаја кроз историју је била мета многобројних освајања многих народа. Туристичку атракцију представљају археолошка налазишта из периода античке Грчке, Римског царства и каснијих периода, али и средњевековни градићи дуж обале. Најпознатији је стари град у Ђирони, где се снимала и популарна ТВ серија Игра престола.
Коста Брава такође је позната и по гастрономији и верује се да има једну од најбољих кухиња у Европи. На кухињу ове регије утицали су многи народи који су је освајали, а јела се углавном базирају на плодовима мора и медитеранској кухињи. Укусни оброци нуде се и у плажним баровима и у ресторанима са Мишелиновим звездицама. Нека од најпопуларнијих јела су каталонски брускети, црни рижото и други специјалитети, а омиљено поврће ове регије је парадајз за који кажу да га спремају "на 1000 начина".

## Занимљивости
На Коста Брави је снимљено више сцена из популарне ТВ серије Игра престола, па је обилазак места на којима су се ове сцене снимале уврштен у туристичку понуду.
Уметност и типична културна сцена такође одликују Коста Браву. У граду Фигерасу родио се, живео је и умро Салвадор Дали. Данас се у овом граду налази чувено Позориште-музеј Дали, такође једна од популарних туристичких атракција.